# Ларино
Ларино (итал. Larino) је насеље у Италији у округу Кампобасо, региону Молизе.
Према процени из 2011. у насељу је живело 5164 становника. Насеље се налази на надморској висини од 406 м.

## Становништво
| 1936. | 1951. | 1961. | 1971. | 1981. | 1991. | 2001. | 2011. |
| ----- | ----- | ----- | ----- | ----- | ----- | ----- | ----- |
| 7.615 | 8.521 | 6.979 | 6.813 | 7.805 | 8.294 | 7.078 | 6.861 |

## Партнерски градови
- San Pellegrino Terme